# 胸章

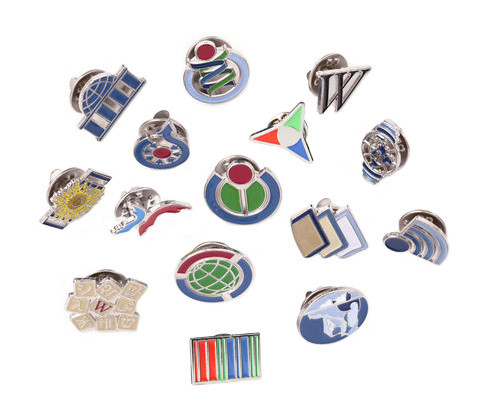
維基媒體項目系列標誌的胸章

胸章（英語：Lapel pin，簡稱Pin），是一種扣在衣服上的金屬製飾物。胸章常用於西裝翻領上，但亦可配戴在其他地方，例如帽子上和開襟衫上等等。

## 象徵意義

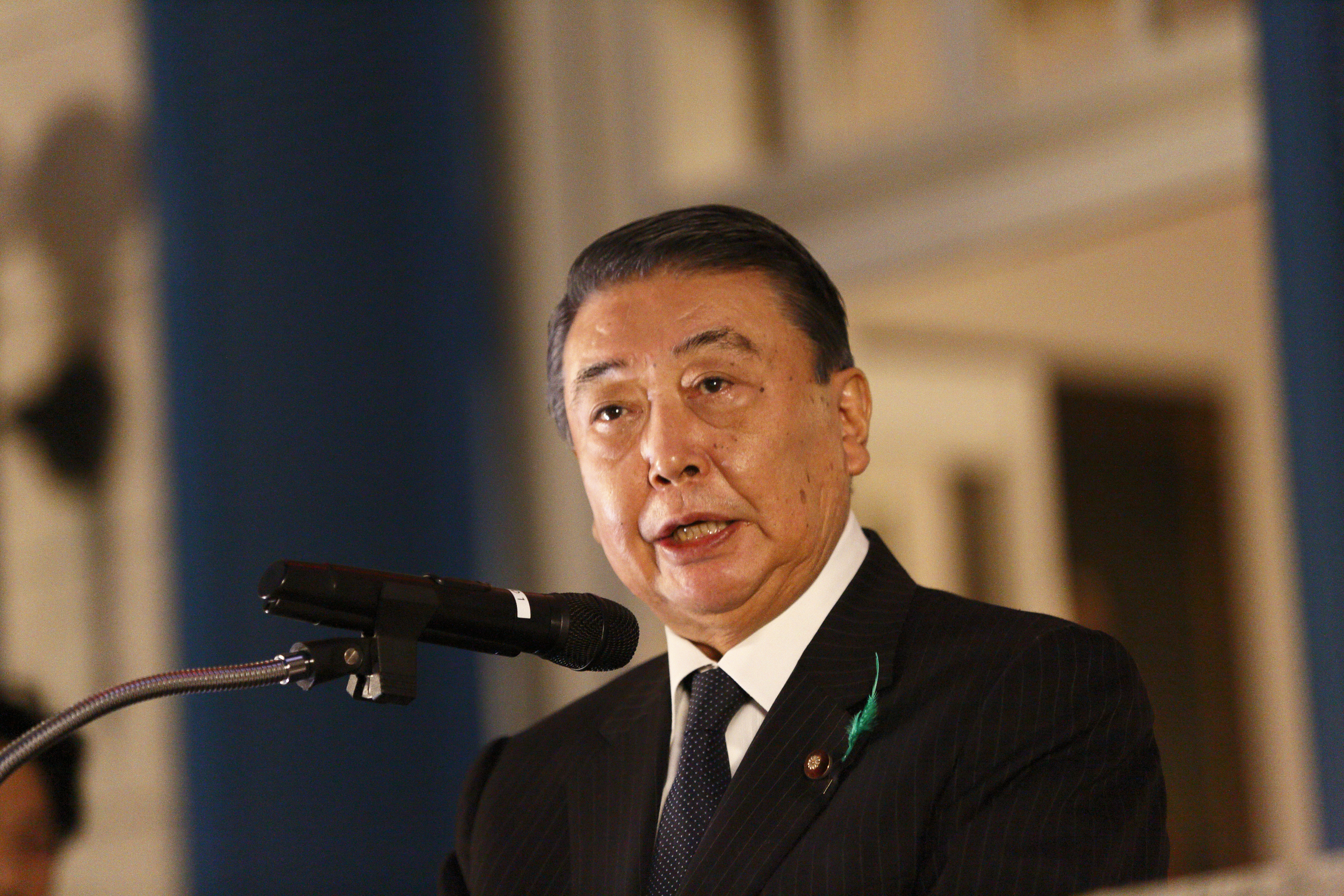
日本眾議院議長大島理森戴起了國會議員的十六瓣八重表菊紋胸章

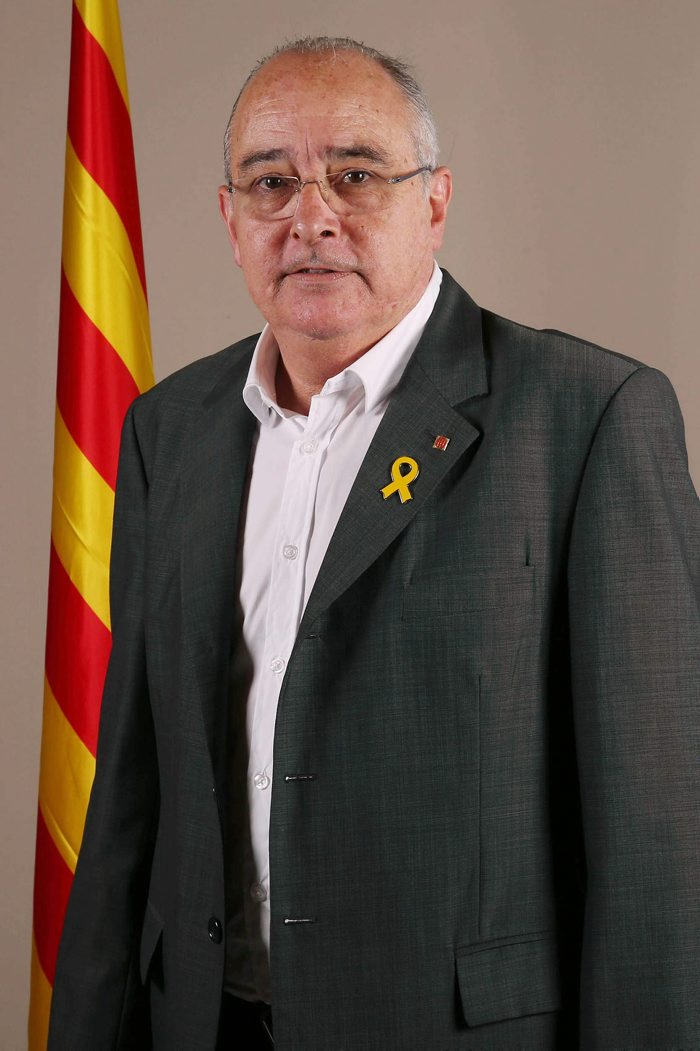
加泰羅尼亞政府教育部長Josep Bargalló戴起了內閣成員的政府標誌胸章、黃絲帶胸章

部分地位崇高的公職，都設有其在位者專用的胸章，例如日本國會參議院、眾議院議員，或加泰羅尼亞政府內閣成員等。有關胸章代表了該人擔任相關官員的職位，因而成為非賣品。
一些職業會有專屬的胸章，於穿著正式服裝時別上，如飛行員、部份國家的律師、檢察官等。
在朝鮮，成年國民均要別上金日成、金正日肖像的胸章。

## 圖集
- 維基百科標誌的胸章
- 巴黎街頭的胸章小販
- 棒球帽上的UCLA胸章